# Lespedeza homoloba
Lespedeza homoloba är en ärtväxtart som beskrevs av Takenoshin Nakai. Lespedeza homoloba ingår i släktet Lespedeza och familjen ärtväxter. Inga underarter finns listade i Catalogue of Life.